# سياران فاريل
سياران فاريل (بالإنجليزية: Ciarán Farrell)‏ هو كاتب أغاني وملحن أيرلندي، ولد في 1969 في دبلن في جمهورية أيرلندا.

## وصلات خارجية
- الموقع الرسمي
- سياران فاريل على موقع IMDb (الإنجليزية)
- سياران فاريل على موقع ميوزك برينز (الإنجليزية)